# Amtsgericht Wittmund

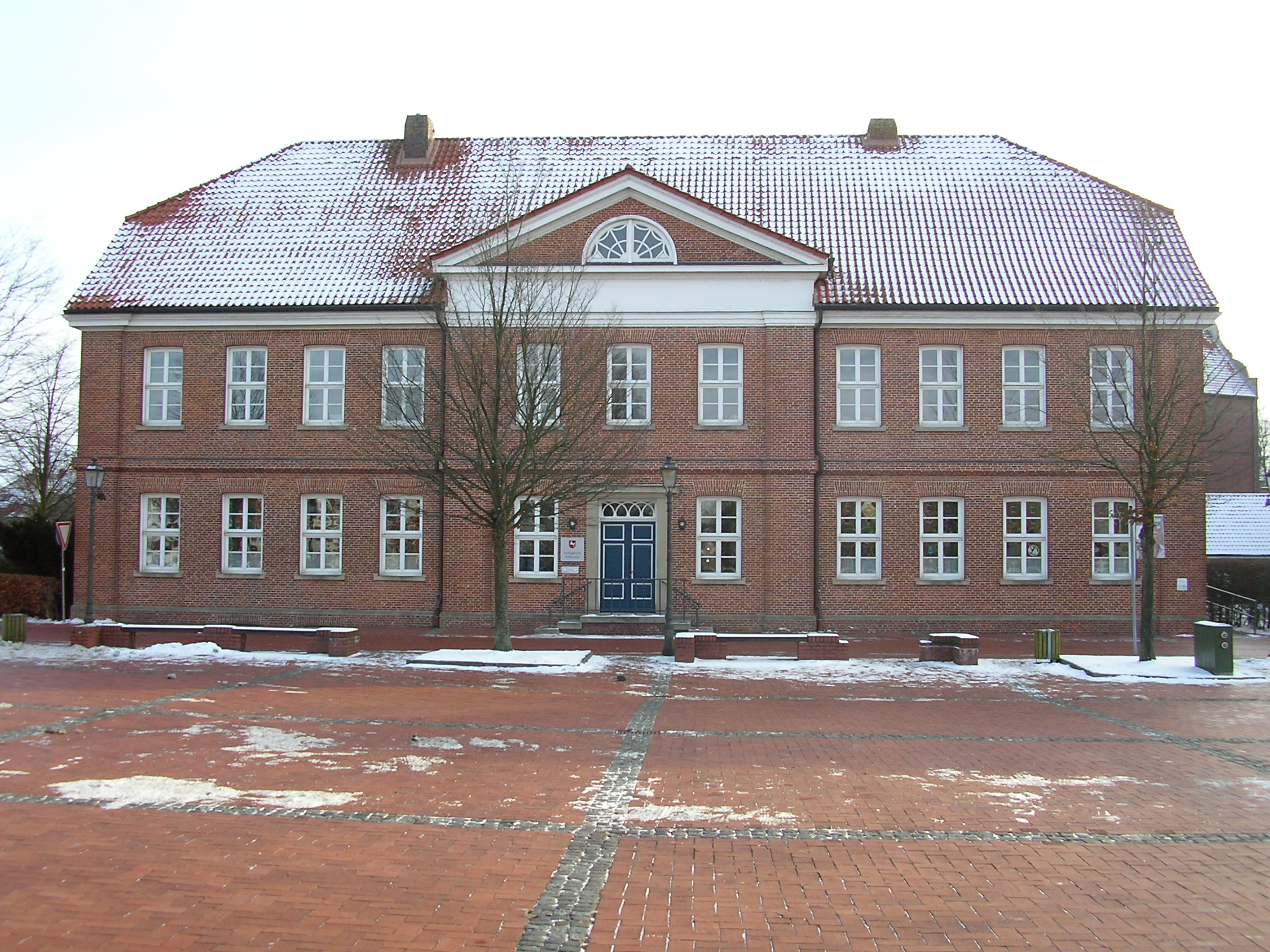
Amtsgerichtsgebäude Wittmund (2010)

Das Amtsgericht Wittmund ist eines von fünf Amtsgerichten im Bezirk des Landgerichts Aurich. Es hat seinen Sitz in Wittmund in Niedersachsen. Der Gerichtsbezirk umfasst den kompletten Landkreis Wittmund. Ihm ist das Landgericht Aurich übergeordnet. Zuständiges Oberlandesgericht ist das Oberlandesgericht Oldenburg.

## Geschichte
Nach der Revolution von 1848 wurde im Königreich Hannover die Rechtsprechung von der Verwaltung getrennt und die Patrimonialgerichtsbarkeit abgeschafft.
Das Amtsgericht wurde daraufhin mit der Verordnung vom 7. August 1852 die Bildung der Amtsgerichte und unteren Verwaltungsbehörden betreffend als königlich hannoversches Amtsgericht gegründet. 
Es umfasste das Amt Wittmund.
Das Amtsgericht war dem Obergericht Aurich untergeordnet. Der Amtsgerichtsbezirk Friedeburg wurde 1859 dem Bezirk Wittmund zugeteilt. Mit der Annexion Hannovers durch Preußen wurde es zu einem preußischen Amtsgericht in der Provinz Hannover. 
Mit dem Inkrafttreten des deutschen Gerichtsverfassungsgesetzes am 1. Oktober 1879 wurden reichsweit einheitlich Amts-, Land- und Oberlandesgerichte geschaffen. Das Amtsgericht Wittmund blieb bestehen und war nun dem Landgericht Aurich nachgeordnet.
Sein Gerichtsbezirk umfasste nun aus dem Landkreis Aurich das Amt Wittmund außer dem Teil der dem Amtsgericht Wilhelmshaven zugeordnet war. Am Gericht bestanden 1880 zwei Richterstellen. Das Amtsgericht war damit ein mittelgroßes Amtsgericht im Landgerichtsbezirk.
Seit 1983 wird der Amtsgerichtsbezirk Esens von Wittmund aus verwaltet, 2001 wurde die Zweigstelle Esens aufgelöst.

## Amtsgerichtsgebäude
Im Jahre 1764 wurde das alte Amtshaus erbaut. Im Jahre 1872 wurde das heutige Amtsgebäude errichtet, das alte Gebäude wurde 1880 abgerissen.